# UFC 33
UFC 33: Victory in Vegas fue un evento de artes marciales mixtas celebrado por Ultimate Fighting Championship el 28 de septiembre de 2001 en el Mandalay Bay Events Center, en Las Vegas, Nevada, Estados Unidos.

## Historia
Durante la rueda de prensa posterior a UFC 111, en respuesta a las preguntas acerca de una pelea aburrida percibida entre Georges St-Pierre y Dan Hardy, el presidente de UFC Dana White comentó que "UFC 33 es el único que puedo recordar donde cada pelea era malísima."
Años más tarde, en la conferencia de prensa posterior a la pelea de UFC 149, después de una tarjeta similar mediocre, Dana White dijo en broma: "Me sentí como si estuviera en UFC 33 otra vez".
En 2013, en la rueda de prensa posterior a UFC on Fox 6, Dana White una vez más hizo referencia a UFC 33 como "el peor espectáculo que hemos tenido".

## Resultados

### Tarjeta preliminar
- Peso ligero: Din Thomas vs. Fabiano Iha

Thomas derrotó a Iha vía decisión unánime.
- Peso medio: Ricardo Almeida vs. Eugene Jackson

Almeida derrotó a Jackson vía sumisión (triangle choke) en el 4:06 de la 1ª ronda.
- Peso wélter: Jutaro Nakao vs. Tony DeSouza

Nakao derrotó a DeSouza vía KO (golpe) en el 0:15 de la 2ª ronda.

### Tarjeta principal
- Peso wélter: Matt Serra vs. Yves Edwards

Serra derrotó a Edwards vía decisión mayoritaria.
- Peso semipesado: Chuck Liddell vs. Murilo Bustamante

Liddell derrotó a Bustamante vía decisión unánime.
- Campeonato de Peso Medio: Dave Menne vs. Gil Castillo

Menne derrotó a Castillo vía decisión unánime para convertirse en el primer Campeón de Peso Medio de UFC.
- Campeonato de Peso Ligero: Jens Pulver (c) vs. Dennis Hallman

Pulver derrotó a Hallman vía decisión unánime para retener el Campeonato de Peso Ligero de UFC.
- Campeonato de Peso Semipesado: Tito Ortiz (c) vs. Vladimir Matyushenko

Ortiz derrotó a Matyushenko vía decisión unánime para retener el Campeonato de Peso Semipesado de UFC.